# 気嚢
気嚢（きのう、英: Air sacs）は、鳥類が備えている呼吸器官。空気を吸う経路と吐く経路を分け、新鮮な酸素を貯蔵する役割を担う。鳥類の祖たる恐竜にもほぼ同様の器官が存在したことが研究によって示唆されている。

## 概要
陸上四肢動物は肺呼吸を行う。哺乳類では肺呼吸の効率化のために横隔膜を持ち、腹式呼吸を発達させた。哺乳類は、横隔膜による肺の拡大・縮小による吸気・排気を行う。
横隔膜と気嚢は、どちらも低酸素環境に対応するため進化したと考えられているが、肺に空気を吸い込むポンプ機能を高めた横隔膜方式に対し、肺が酸素を取り込む効率を高めたのが気嚢方式である。
鳥類では呼吸の効率化のために、肺の前後に気嚢を持つ。肺は何本かの管を束ねたような形状で、前後の開口部が気嚢につながっている。肺への吸気・排気は、気嚢の拡大・縮小により、一方向に空気を流す形で恒常的に行われ、酸素を消費した後の空気が肺にとどまることはない。前後の気嚢は、それぞれ前気嚢・後気嚢と呼ばれる。具体的には、肺と後気嚢の両方で空気を吸い込み、息を吐くときは後気嚢の新鮮な空気は肺に入り、肺の空気は呼気として前気嚢に入り、前気嚢の空気は呼気として排出される。
気嚢による呼吸システムは哺乳類が選択した横隔膜によるシステムよりも呼吸効率がはるかに高い。そのため、鳥類ははるか1万m上空の空気密度の低い空間でも呼吸が可能である。例えば、アネハヅルやインドガンはヒマラヤ山脈を越えて渡りをすることで知られている。マダラハゲワシは、高度12,000メートルで飛行機のジェットエンジンに吸い込まれたという記録がある。
動物の寿命は、傾向的に身体が大きいほど長く、また同体重なら変温動物の方が恒温動物より長い。これは小さい動物は身体から熱エネルギーが逃げやすいため代謝が早く細胞組織に負担がかかるためだともいわれる。変温動物より代謝量が大きい恒温動物にも同様の理屈が当てはまる。ところが同じ恒温動物でも、哺乳類より鳥の方が体重比で格段に長命である。これは気嚢により呼吸効率が高い鳥類の方が代謝に伴う細胞の負担も小さいことが一因ではないかともいわれる。

### デメリット
呼吸効率面では優秀な気嚢であるが、ポンプの役割を複数持つというスタイルが起因するスペース効率の悪さがネックとなり、呼吸器官の小型軽量化という面では優秀なシステムとは言えない。
また呼吸器の疾患が身体の広範囲に及ぶことになり疾病リスクを増すことにもなる。

## 恐竜の肺

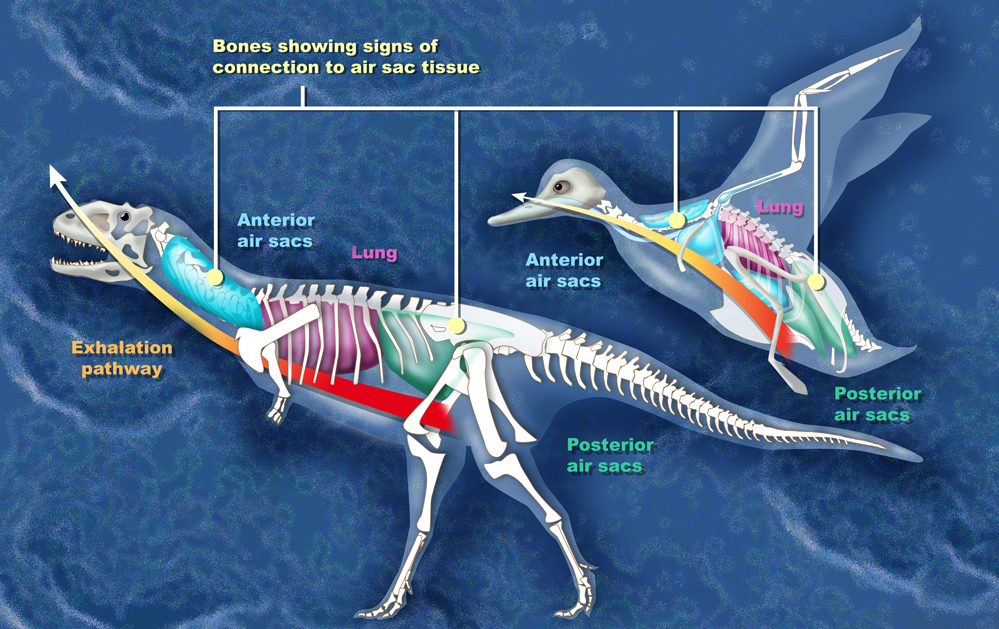
非鳥類型獣脚類（マジュンガサウルス）と現生鳥類の気嚢
前気嚢
肺
後気嚢

鳥類は獣脚類の恐竜から分岐して進化した。現存鳥類の呼吸システムを、獣脚類（もしくは恐竜全体）が既に持っていたという仮説があり、研究がすすめられている。2005年には、マジュンガサウルスの脊椎骨の構造の研究から獣脚類が気嚢を持つ証拠が提出され、この仮説の実証が前進した。
中生代に恐竜が哺乳類よりも繁栄できた（哺乳類は爬虫類と違って体温維持力もあり、古生代末の哺乳類の祖先は恐竜の祖先より体格も大きく発達した歯もあった）のは、この呼吸システムのためとも言われており、古生代末から中生代はじめにかけての低酸素時代（火山活動の増大による大気中の二酸化炭素濃度の増大による）にこの形質が著しく適応的な形質となって、恐竜が台頭したのではないかとの仮説も提唱されている。
恐竜には現生の陸上動物の水準をはるかに超えた大型の種が存在した。哺乳類も過去には現生種よりずっと大型の種（メガファウナ）が存在したが、全盛時代の恐竜には及ばなかった。ティラノサウルスは走れたのか否かという論争のように、これほどの巨体で生存可能な運動能力を確保しうるのかという議論は古くからあるが、これも気嚢の存在により体格から推算されるよりも恐竜の身体は軽量で、加えて呼吸効率による運動能力の上昇と併せて説明しうるとの考えもある。
これに対し哺乳類は横隔膜を発達させた（ただし、いつ獲得したのかは判明していない）。哺乳類の先祖たる単弓類が一番栄えたのは2億9900万年前から2億5100万年前頃であり、石炭紀には木材のリグニンを分解できる菌類（白色腐朽菌）が十分に進化しておらず大量の炭素が石炭として固定化され、ペルム紀初期の酸素濃度は35%にも達した。その後、二酸化炭素低下による寒冷化に伴う植物の炭素固定能の減退及び菌類によるリグニンの分解などによりジュラ紀前期の2億年前には酸素濃度は12%まで低下。呼吸効率に劣っていた単弓類は、このころまでに大部分が絶滅。恐竜という強力な競合相手が絶滅するまで、哺乳類の祖先は日陰者としての生活を余儀なくされた。

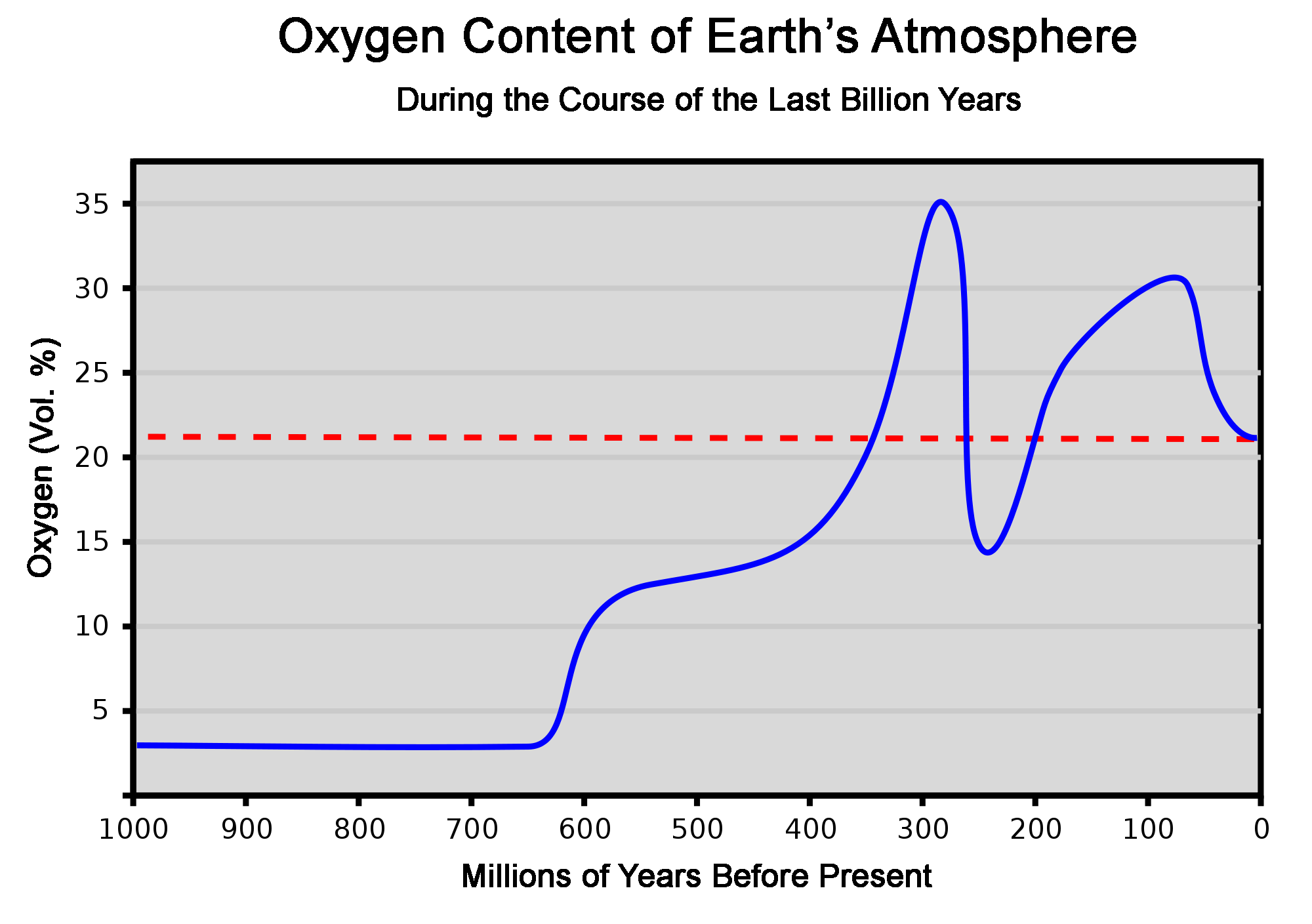
過去10億年の大気中の酸素濃度の変化

なお2013年、トカゲやワニなど恐竜以外の爬虫類も、気嚢こそ持っていないが「空気の流れが一方通行の肺」は持っているという発表がなされた。だとすれば「一方通行の肺」は、現生爬虫類の先祖たる双弓類が単弓類と別れた後、比較的早期に獲得したものであり、気嚢とはそれに付け加えられた洗練だったことになる。